# Shirozuella
Shirozuella – rodzaj chrząszczy z rodziny biedronkowatych i podrodziny Coccinellinae. Obejmuje 15 opisanych gatunków. Występują we wschodniej części Azji od Himalajów i Tybetu po Wyspy Japońskie i Tajwan.

## Morfologia
Chrząszcze o owalnym, stosunkowo wydłużonym, z wierzchu lekko wypukłym i owłosionym ciele długości między 1,5 a 2,4 mm i szerokości między 1 a 1,6 mm.
Głowa zaopatrzona jest w duże oczy złożone. Puszka głowowa w rejonie czołowym jest słabo uwypuklona, prawie płaska. Osadzone po bokach głowy, prawie w jej przednich kątach czułki są dość długie i zbudowane z dziewięciu członów, z których trzy ostatnie formują wyraźną buławkę o stosunkowo małym i stożkowatym członie końcowym. Długi nadustek jest wyraźnie rozszerzony na boki. Warga górna jest stosunkowo długa. Wierzchołki żuwaczek są dwuzębne. Znacznie dłuższe od czułków głaszczki szczękowe budują cztery człony, z których ostatni jest ponad dwukrotnie dłuższy niż szeroki, szpatułkowaty z ukośnie ściętym wierzchołkiem. Głaszczki wargowe budują trzy człony, z których dwa ostatnie są wydłużone i niemal walcowate.
Przedplecze jest mniej więcej dwukrotnie dłuższe niż szerokie, mocno wysklepione i ma wyraźnie wykrojoną krawędź przednią oraz wąsko obrzeżone boki. Kształt tarczki jest trójkątny. Wydłużone i słabo wypukłe pokrywy mają wyraźnie zaznaczone guzy barkowe i wąsko obrzeżone krawędzie. Skrzydła tylnej pary są dobrze wykształcone. Przedpiersie ma szeroki i pozbawiony podłużnych żeberek wyrostek międzybiodrowy. Na przedzie przedpiersia znajdują się dobrze widoczne, w których w pozycji ochronnej chowane są czułki i głaszczki szczękowe. Śródpiersie (mezowentryt) jest nieco szersze niż dłuższe i ma wykrojoną przednią krawędź. Zapiersie (metawentryt) jest szerokie. Odnóża mają znacząco nabrzmiałe uda z rowkami do których w pozycji ochronnej chowają się smukłe golenie. Na spodzie odwłoka widocznych jest sześć sternitów (wentrytów), z których pierwszy ma kompletne linie udowe.

## Ekologia i występowanie
Rodzaj ten rozprzestrzeniony jest na południowym wschodzie Palearktyki i północnym wschodzie krainy orientalnej. Większość gatunków występuje w Chinach. Zamieszkują tam Gansu, Hunan, Henan, Junnan, Shanxi, Shaanxi, Syczuan i Tybet. Poza tym przedstawiciele rodzaju znani są z Japonii, Tajwanu i Nepalu.
Biedronki te są bardzo rzadko znajdywane, a większość gatunków znana jest z jednego lub dwóch okazów, stąd ich biologia jest słabo poznana. Większość gatunków występuje w górach. S. schawalleri osiąga w Himalajach rzędne 3400 m n.p.m., podobnie jak S. quadrimacularis w górach Syczuanu. Większość gatunków fauny Tybetu i Junnanu spotykano powyżej 2000 m n.p.m.

## Taksonomia
Takson ten wprowadzony został w 1967 roku przez Hiroyukiego Sasajiego. W tej samej publikacji opisany został jego gatunek typowy oraz plemię Shirozuelli, do którego zaliczany jest współcześnie wraz z rodzajami Ghanius, Medamatento, Promecopharus i Sasajiella.
Do rodzaju tego należy 15 opisanych gatunków:

- Shirozuella alishanensis Yu et Pang, 1992
- Shirozuella appendiculata Yu et Pang, 1992
- Shirozuella bimaculata Yu, 2000
- Shirozuella flavosemiovata Tong et Wang, 2019
- Shirozuella guoyuei Wang, Ge et Ren, 2012
- Shirozuella limbata Tong et Wang, 2019
- Shirozuella mirabilis Sasaji, 1967
- Shirozuella motuoensis Wang, Ge et Ren, 2012
- Shirozuella nibagou Yu, 2000
- Shirozuella parenthesis Yu, 2000
- Shirozuella poststigmaea Tong et Wang, 2019
- Shirozuella quadrimacularis Yu, 2000
- Shirozuella schawalleri (Canepari et Milanese, 1997)
- Shirozuella tibetina Wang, Ge et Ren, 2012
- Shirozuella unciforma Wang, Ge et Ren, 2012